# الصالحية (القليوبية)
الصالحية إحدى قرى مركز طوخ التابع لمحافظة القليوبية بجمهورية مصر العربية.

## التاريخ
قرية الصالحية من القرى القديمة، حيث وردت باسم «الصالحية» في أعمال القليوبية ضمن قرى الروك الناصري التي أحصاها ابن الجيعان في كتاب «التحفة السنية بأسماء البلاد المصرية». وفي العصر العثماني وردت باسم «الصالحية» في التربيع العثماني الذي أجراه الوالي العثماني سليمان باشا الخادم في عصر السلطان العثماني سليمان القانوني ضمن قرى ولاية القليوبية، وفي تاريخ 1228هـ/1813م الذي عدّ قرى مصر بعد المسح الذي قام به محمد علي باشا باسم «الصالحية» ضمن قرى مديرية القليوبية.

## السكان
بلغ عدد سكان الصالحية 2,230 نسمة، حسب الإحصاء الرسمي لعام 2006.